# پتروهه (رود)
پتروهه (به اسپانیایی: Río Petrohué) یک رود در شیلی است که در منطقه لوس لاگوس واقع شده‌است.